# Michèle Fabien
Michèle Gérard, que empleaba Michèle Fabien como seudónimo (Genk, 2 de abril de 1945-Caen, 10 de septiembre de 1999), fue una escritora y dramaturga belga.

## Biografía
Nació en Genk, hija de Albert Gérard, un profesor de literatura. Recibió su doctorado en Filosofía en la Universidad de Lieja y, en colaboración con Marc Liebens, creó la Ensemble Théâtral Mobile, una compañía de teatro belga.
Falleció en Normandía en 1999, días después de sufrir una hemorragia cerebral, a los 54 años de edad.

## Obras
- Jocaste (1981)
- Sara Z (1982)
- Notre Sade (1985)
- Tausk (1987)
- Adget et Bérénice (1989)
- Claire Lacombe (1989)
- Berty.Albrecht (1989)
- Déjanire (1995)
- Charlotte (1999)